# Johannes Wanning
Johannes Wanning (* 1537 in Kampen (Niederlande); begraben 23. Oktober 1603 in Danzig) war ein niederländischer Kapellmeister und Komponist in Danzig.
Wanning wurde 1560 an der Universität in Königsberg immatrikuliert. Neben seinem Studium wirkte er bis 1567 als Altist in der Kapelle des Herzogs. 1569 wurde er Kapellmeister an der Marienkirche in Danzig. Da er in einem Brief an den Rat der Stadt vom 23. Oktober 1580 erwähnt, dass er bereits vor mehr als zwölf Jahren angestellt wurde, ist es auch denkbar, dass er seinem Amtsvorgänger Anselmus Dulcet eine Zeit lang als Vertreter beigeordnet wurde. (In älterer Literatur wird ein Amtsantritt 1580 angegeben.) Während seiner Amtszeit komponierte er über 100 Motetten. 1593 konnte er aus Krankheitsgründen sein Amt nur eingeschränkt ausüben. Deswegen wurde ihm 1599 Nikolaus Zangius als Vertreter zur Seite gestellt.

## Aufnahmen/Tonträger
- Judica Me Deus. Auf: Danziger Kirchenmusik. Orgel- und Vokalmusik von Rivulo, Wanning, Siefert, Meder, Gronau, Freißlich. Büntheimer Kantorei, Hermann Kreuz, Franz Kessler. Hänssler 1979. Laudate – 91.515 (Vinyl);[6] HC21324 (CD).[7]
- Rogate quae ad pacem sunt und In pace in idipsum. Auf: Musik der Hansestädte Vol. 2: Musik aus dem alten Danzig. Motetten, Concerti und Instrumentalwerke von Christoph Werner, Balthasar Erben, Kaspar Förster, Nicolaus Zangius, Crato Bütner, Paul Siefert, Andreas Hakenberger, Johann Wanning, Daniel Jacobi, Marcin Mielczewski und aus der Tabulatur Danzig. Europäisches Hanse-Ensemble, Manfred Cordes. 2023, cpo 555 647-2.[8]